# Szóösszetétel
A nyelvészetben a „szóösszetétel” (latinul compositio) terminus a szókészlet egyik nyelven belüli gyarapításának az eszközét, a szóalkotás egyik módját nevezi meg. Az összetétel nyelvtől is függően két vagy több önállóan is használható szóból, esetleg ilyen szóból és nem önálló szóelemből, vagy nem önálló szóelemekből történik. Ezek a szavak/szóelemek olykor megtartják, máskor részben vagy teljesen elveszítik jelentésüket egy új lexikai egység jelentésének javára.
A szóösszetétel körülményeit tekintve egyes összetett szavak mondaton belül keletkeztek úgy, hogy leginkább szerkezeti, ritkábban szórendi okból gyakran egymás mellett állva, és egyre inkább specializálódó jelentésben fokozatosan összeforrtak. Más összetett szavakat tudatosan, mondaton kívül, már létező minták alapján alkottak, és ez a szóalkotási mód továbbra is él.
A szóösszetétel termékenysége egyéb szóalkotási módokhoz képest nagy mértékben különbözhet nyelvek szerint. Csökkenő sorrendjében megemlíthetők a német nyelv, az angol, a spanyol, a francia, a latin. A kreol tok piszin nyelvben a szóösszetétel rendkívül termékeny. A magyar nyelvben Gerstner 2006 szerint egyike a legtermékenyebb szóalkotási módoknak, Cs. Nagy szerint a legtermékenyebb, azonban a latinban és az újlatin nyelvekben sokkal kevésbé az.
A szóösszetételt általában bizonyos alaktani, mondattani és szemantikai, az adott nyelvre jellemző szabályok vezérlik, és egyazon nyelv keretében az összetételnek több mintája van, amelyek között egyesek termékenyebbek, mint mások.

## Nem önálló szóelemek a szóösszetételben
Egyes szerzők szerint olyan összetett szavak is vannak, amelyek legalább egyik összetevője nem önállóan használható szó, de lexikai jelentése van. Kiefer 2006 az ilyen elemeket félszavaknak nevezi. A félszavak közül egyesek az adott nyelvéi, esetleg az összetett szó tükörfordítás abban az értelemben, hogy idegen mintát követ. Például a magyar nyelvben vannak ilyen előtagok (al-, ál-, bel-, elő-, gyógy-, köz-, kül-, ön-, össz-, utó-, olyan szavakban, mint álnév, külügy stb.), valamint ilyen utótagok, pl. -féle vagy -fajta (pókféle, bogárfajta). A BHMSZ-ben is van olyan előtag, amely félszó, például a polukrug ’félkör’ szóban < polu- (az elavult pola ’fél’ főnév tárgyesetű alakja) + krug ’kör’.
Egyes félszavak idegenek. Például a francia nyelvben többnyire görög és latin eredetűek, és részt vesznek az ún. „tudós szóösszetételben”. Egyes ilyen szavakban az egyik tag önállóan is létező francia vagy régi jövevényszó, másokban mindkét tag idegen félszó. Példák:
- insecticide ’rovarirtó szer’ < insecte ’rovar’ (francia szó, amelyről elhagyták az e-t) + -i- (kötőhangzó) + -cide ’ölő’ (latin);
- microonde ’mikrohullám’ < micro- < μικρóς ’kicsi’ (görög) + onde ’hullám’ (francia);
- bibliophile ’könyvbarát’ < biblio- + -phile < görög βιϐλίον + φίλος.

A BHMSZ-ben sokszor önálló szóként nem használt szótő is összetett szó tagja. Egyes ilyen szavakban a második tag csak ilyen szótő, pl. kišobran ’esernyő’ < kiša ’eső’ (az -a elhagyásával) + -o- (kötőhangzó) + bran- (braniti ’védeni’ töve). Más esetekben képzés is történik, amikor sem az előtag + szótő, sem a szótő + képző kombináció nem lehet önálló szó, pl. staklorezac ’üveges’ < staklo ’üveg’ + rez- (rezati ’vágni’ töve) + -ac (képző).

## Szóösszetétel vagy szóképzés?
Nem egységesek a nézetek arról, hogy egyes esetekben szóösszetételről van-e szó vagy szóképzésről. Például a fentebb említett polu- félszót egyes nyelvészek prefixumnak (előképzőnek) tekintik, tehát szerintük szóképzésben vesz részt. Ez a nézeteltérés megvan önállóan is, de előtagokként is használt olyan szavakkal kapcsolatban, mint az elöljárószók. Például Grevisse – Goosse 2007 szóösszetételi előtagnak tekinti a contre ’ellen’ elöljárót olyan szavakban, mint (franciául) contrebalancer ’ellensúlyozni’, miközben Hristea 2003 szerint megfelelője, a román nyelv által átvett contra előképzőként szóképzésben vesz részt.
Valamennyire hasonló a magyar igekötők esete. Kiefer 2006 megállapítja, hogy az igekötős igék alkotása a szóösszetétellel mutat rokonságot, amikor az igekötő megtartotta határozószói funkcióját is (pl. újraolvas, továbbtanul, végigfut), de a szóképzésre emlékeztet, amikor az igekötő teljesen elvesztette határozószói jelentését és csupán igejelleg, illetőleg igeszemlélet kifejezésére szolgál, pl. eljátszadozik, megsimogat, bepontoz.

## A szóösszetétel fajtái
A magyar nyelvészetben aszerint szokták csoportosítani a szóösszetételeket, hogy nyelvtani viszonyok alapján vagy csak a tagok egymás melletti előfordulása alapján jöttek létre, az első csoporthoz tartozók esetében pedig aszerint, hogy mely grammatikai viszonyról van szó.
Csoportosításukat így lehet ábrázolni:
| összetett szavak / \ / \ szerves összetételek szervetlen összetételek / \ / \ morfológiai típusú szintaktikai típusú összetételek összetételek / \ / \ alárendelők mellérendelők / \ / \ – alanyos – valódi mellérendelő – tárgyas – szóismétlés – határozós – tőismétlés – jelzős – ikerítés – jelentéssűrítő |

### Szerves összetételek
Szerves összetételeknek nevezik a magyar nyelvészetben a grammatikai viszonyon alapuló szóösszetételeket. Ezek lehetnek morfológiai (alaktani) típusúak vagy szintaktikai (mondattani) típusúak.

#### Morfológiai összetételek
Ilyenek egyik tagként lexikai jelentésű szóból vagy névmásból, másik tagként pedig viszonyszóból vagy félszóból összetett szavak.
A magyarban részt vesz összetételekben:
- névutó: mindenekfölött, tegnapelőtt;
- névutómelléknév: évközi, tengerentúli;
- a volta főnév: jóvolta, mivolta;
- félszó: bútorféle, újfajta, ruhanemű, menetrendszerű.

Egyéb nyelvekben is vannak hasonló szóösszetételek, elöljárószóval:
(franciául) sous-lieutenant ’alhadnagy’;
(románul) subinginer ’technikus’ (szó szerint ’almérnök’);
(BHMSZ) nadljudski ’emberfeletti’.

#### Szintaktikai összetételek
A szintaktikai szóösszetételek között vannak alárendelők, mellérendelők és, amennyiben nem tekintendő alárendelőnek az alany-állítmány viszony, hanem hozzárendelőnek, vannak ilyen alapú összetett szavak is.

##### Alanyos összetételek
Ezek az összetételek az alany-állítmány viszony alapján jöttek létre.
A magyarban ilyenek az igenévi utótagú összetett szavak, pl. nyakatekert, villámsújtotta, lélekszakadva, szavahihető.
A franciában az alanyos összetételek mintája kijelentő mód egyes szám harmadik személyű ige + főnév. Vannak ilyen:
- köznevek: croque-monsieur ’melegszendvics’ (szó szerint ’ropogtat-úr’), pense-bête ’emlékeztető cédula’ (szó szerint ’gondol-buta’), saute-mouton ’bakugrás’ (szó szerint ’ugrik-birka’);
- helység- és földrajzi nevek: Chantemerle (szó szerint ’énekel rigó’), Hurlevent (szó szerint ’ordít szél’), Pissevache (szó szerint ’hugyozik tehén’) (patak neve).

##### Alárendelő összetételek
Tárgyas összetételek
A magyarban ilyen összetett szavak utótagja ige, igenév, igéből képzett főnév vagy melléknév. A legtöbbjük jelöletlen, vagyis az előtagon nincs ott a tárgyeset ragja (pl. kárpótol, karöltve, velőtrázó, részvétlen), de jelöltek is vannak, pl. ellentmond, semmitmondó, idejétmúlt.
A BHMSZ-ben is van hasonlóan alkotott igenév (pl. sveznajući ’mindentudó’), ige [dangubiti ’a napot lopni’ (szó szerint ’nap vesztegetni’)], és kijelentő mód egyes szám harmadik személyű ige adta előtagú főnév, pl. palikuća ’gyújtogató’ (szó szerint ’égess ház’) (jelöletlen).
A franciában is vannak az utóbbi példa szerkezetével alkotott főnevek, pl. portefeuille ’portfólió, pénztárca’ (szó szerint ’lapot visel’), tire-bouchons ’dugóhúzó’ (szó szerint ’dugókat húz’), porte-plume ’toll’ (írószerszám) (szó szerint ’tollhegyet visel’).
A román nyelvben főleg ilyen szerkezetű személyt megnevező pejoratív köznevek vannak, pl. încurcă-lume ’semmirekellő ember’ (szó szerint ’zavarja a jónépet’), papă-lapte ’tutyimutyi’ (szó szerint ’tejet papizik’), pierde-vară ’lusta ember’ (szó szerint ’nyarat veszteget’), zgârie-brânză ’fukar ember’ (szó szerint ’túrót karcol’). Előfordulnak fordított szórenddel is, pl. gură-cască ’kíváncsi ember’ (szó szerint ’szájat tát’).
Az angol nyelvben egészen ritka az ilyen szóösszetétel (kijelentő mód egyes szám harmadik személyű ige + főnév), pl. scarecrow ’madárijesztő’ (szó szerint ’ijeszt varjú’).
A franciában a fentebb említett tudós szóösszetételben félszavas tárgyas összetétel például az insecticide ’rovarirtó’ (latin utótaggal), az ostréiculture ’kagylótenyésztés’, amelyben mindkét tag latin eredetű, vagy a görög elemekből kreált xénophobe ’idegengyűlölő’.
Határozós összetételek
Számos, többféle utótagú és előtagú ilyen összetett szó van a magyarban. Ezekben az előtag a határozó.
Egyesek jelöletlenek és utótagjuk lehet:
- melléknév: érzelemgazdag;
- igenév: gyorsúszó, harcedzett, napszítta;
- a mentes szó: balesetmentes;

Jelölt határozósak az alábbi utótagúak:
- képzős főnév: újjászületés, tudomásulvétel;
- igenév: nyársonsült, szemrevaló, minélfogva;
- ige: jóllakik, síkraszáll;
- főnév: tejbegríz.

Határozós összetételek előtagja lehet még a fentiekben találhatókon kívül:
- határozószó: együttélés, hanyatt-homlok;
- igekötőszerű határozószó: szembeszáll, szembenállás, közbeékelődik, felmászik, alámerül, besurran, kitér.

Más nyelvekben is vannak határozós szóösszetételek:
- főnév + elöljárós határozó → főnév:

(franciául) arc-en-ciel ’szivárvány’ (szó szerint ’íj az égben’);
(angolul) pain-in-the-neck (fesztelen) ’istencsapása’ (emberről) (szó szerint ’fájdalom a nyakban’);
- főnév + igető → főnév: (BHMSZ) rukopis ’kézirat’ (< ruka ’kéz’ + -o- + pisati ’írni’ töve);[13]
- főnév + melléknév → melléknév: (BHMSZ) krvožedan ’vérszomjas’;[13]
- főnévi igenév + melléknév → melléknév: (BHMSZ) znatiželjan ’kíváncsi’ (szó szerint ’tudni kívánó’).[13]
- határozószó + ige → ige: (BHMSZ) zloupotrebiti ’visszaélni (vmivel)’ (szó szerint ’rosszul használni’);[13]
- határozószó + igenév → melléknév:

(franciául) bien-aimé(e) ’szeretett, vki szerelmese’ (szó szerint ’jól-szeretett’); bienveillant ’jóindulatú’, malveillant ’rosszindulatú’;
(románul) binevenit ’szívesen látott’ (szó szerint ’jól jött’), clarvăzător ’tisztánlátó’;
(BHMSZ) dobrodošao ’szívesen látott’ (szó szerint ’jól jött’);
- ige + elöljárós határozó → főnév: (franciául) meurt-de-faim ’éhenkórász’ (szó szerint ’éhen hal’).[8]

Egyes számnevek is határozós szerkezetből jöttek létre, a magyarban a 11–19 és a 21–29-nek megfelelők. Jelentésük az ’egy, kettő stb. a tízen/húszon (felül)’. A BHMSZ-ben hasonlók a 11–19-nek megfelelők, számjegy-név + na ’-on/-en/-ön’ (elöljáró) + deset ’tíz’ minta alapján, amelyben a deset a nyelvtörténet során eltorzult, pl. ószláv jedьnъ na desęte > jedan na desete (szó szerint ’egy tízen’) > jedanadeset > jedanaest ’tizenegy’. A szláv mintát követték ezen számnevek román megfelelői is, de a zece ’tíz’ alakja megmaradt: doisprezece (szó szerint ’kettő tíz felé’).
Egyes nyelvekben viszonyszó is lehet határozós szóösszetétel előtagja.
A BHMSZ-ben vannak olyan igekötőszerű elöljárók is, amelyek irányjelentésűek, pl. izići ’kimenni’.
A franciában és a románban is vannak olyan elöljárók, amelyek határozós összetételek előtagjai:
(franciául) surcharger ’túlterhelni’, sous-peuplé ’gyéren lakott’ (szó szerint ’alulnépesített’);
(románul) întrețese ’összefonni’, subînchiria ’albérletbe adni’;
Határozós tudós összetételek is vannak a franciában, pl. a görög elemekből alkotott hydrothérapie ’hidroterápia’, azaz ’vízgyógyászat’.
Jelzős összetételek
A magyarban viszonylag sok ilyen összetett szó van.
A minőségjelzősök között vannak elsősorban melléknévi előtagú főnevek (pl. gyorsvonat, igazhívő) és határozószók: jórészt, jóformán.
A többi itt említett nyelvben kevesebb ilyen összetétel van.
A franciában példa a szokásos szórenddel coffre-fort ’páncélszekrény’ (szó szerint ’láda-erős’), a fordítottal pedig rouge-gorge ’vörösbegy’, pur-sang ’telivér’ (szó szerint ’tiszta vér’), bleu foncé ’sötétkék’.
A románban valamivel több az ilyen összetétel. A szokásos szórenddel (főnév + melléknév) vannak szakszavaknak megfelelő köznyelvi szavak, pl. botgros ’meggyvágó’ (szó szerint ’vastag pofa’), piatră-vânătă ’rézgálic’ (szó szerint ’lila kő’), apă tare ’választóvíz (szó szerint ’erős víz’), színárnyalatok neve (pl. roșu închis ’sötétpiros’, galben-verzui ’zöldessárga’), és helységnevek, pl. Almașu Mare ’Nagyalmás’. Fordított szórenddel régebbi képződmények találhatók: bunăvoință ’jóakarat’, rea-credință ’rosszhiszeműség’.
Az angolban is viszonylag kevés ilyen szó van, bár követik a szokásos szórendet: darkroom ’sötétkamra’, loudmouth ’nagyszájú ember’ (szó szerint ’hangos száj’), redhead ’amerikai barátréce’ (szó szerint ’vörös fej’).
A BHMSZ-ben így keletkeztek:
- melléknév + főnév → főnév: ''Beograd ’Belgrád’ (vö. ’Nándorfehérvár’);
- melléknév + igető → főnév: pravopis ’helyesírás’;
- melléknév + melléknév → színárnyalatot jelentő melléknév: svetloplav ’világoskék’ < svetli ’világos’ (elhagyott i-vel) + -o- + plav ’kék’; crno-žut ’vörösessárga’;
- melléknév + főnévi szótő → melléknév: sedokos ’őszhajú’ < sed ’szürke’ + -o- + kos (kosa ’haj’ töve).

A franciában gyakoriak a latin és görög félszóból előtagként és francia szóból, de főleg latin és görög félszavakból előtagként és utótagként alkotott szavak, pl. macropode ’nagy lábfejű’  < macro- (< μακρóς ’nagy’) + -pode (< ποδóς) ’lábfej’.
Más nyelvek is átvettek több vagy kevesebb ilyen elemet, beleértve a magyart, amelyeket hazai szavakkal ötvöznek. Például mikrohullámok, a görög μικρóς ’kicsi’ szóból eredő előtaggal alkotott szó megvan még (franciául) microondes, (angolul) microwaves, (románul) microunde, (szerbül) mikrotalasi, (horvátul) mikrovalovi stb.
Főnévi előtagú minőségjelzős összetételek elemei a magyarban lehetnek:
- két egyszerű szó: akácerdő, kölyökkutya, cserépkályha;[4]
- egyszerű szó + két szóból összetett szó: tornász-csapatbajnokság;[4]
- két szóból összetett szó + egyszerű szó: ezermesterbolt;[4]
- két két szóból összetett szó: rendőrzenekar.[11]

Az angolban is nagyon termékeny ez a szóösszetételi mód: beer can ’sörösdoboz’, coffeehouse ’kávéház’, dance hall ’táncterem’, fireman ’tűzoltó’ (szó szerint ’tűz ember’), bathroom ’fürdőszoba’.
A BHMSZ-ben is vannak ilyen összetett szavak, főleg kötőhangzóval, pl. parobrod ’gőzhajó’ < para ’gőz’ (az a elhagyásával) + -o- + brod ’hajó’, de kötőhangzó nélkül is: spomen-ploča ’emléktábla’.
Olyan nyelvekre, mint a francia vagy a román nem jellemzők az ilyen szóösszetételek. Többségüknek főnév + elöljárós szószerkezet felel meg, és csak egyes ilyen szószerkezetekből lettek összetett szavak, főleg olyanokból, amelyek eredetileg metaforák voltak:
(franciául) pot-de-vin ’kenőpénz’ (szó szerint ’fazék bor’), pomme de terre ’burgonya’ (szó szerint ’földi alma’), timbre-poste ’postabélyeg’ (eredetileg timbre de poste).
A románban vannak ilyen állatnevek, pl. buhai-de-baltă (szó szerint ’tavi köcsögduda’) vagy bou-de-baltă (szó szerint ’tavi ökör’), két állat neve: a ’bölömbika’ nevű madáré és a ’vöröshasú unka’ nevű békáé. Növénynevek a floare-de-colț ’havasi gyopár’ (szó szerint ’sarki virág’) vagy a viță-de-vie ’szőlő’ (szó szerint ’szőlőhegyi akaszkodó növény’). Vannak ilyen szerkezetű helységnevek is, mint Baia de Aramă (szó szerint ’a rézbánya’), Curtea de Argeș (szó szerint ’az argeși udvar’).
Mennyiségjelzős összetett szavak a magyarban egyes melléknevek (húszéves, ezredévi), számnevek (százezer), névmások (harmadmagammal) és főnevek (háromszög), tőszámnévi vagy sorszámnévi előtaggal.
A románban így keletkeztek a ’húsz’, ’harminc’ stb. számnevek megfelelői a számjegyek nevéből és a zece ’tíz’ többes számú alakjából: ''douăzeci, treizeci stb.
A BHMSZ-ben egyes számnevekből és a put ’út’ alapjelentésű főnév összetételéből keletkeztek a jedanput ’egyszer’, dvaput ’kétszer’ stb. határozószók.
A birtokos jelzős összetételek a magyarban gyakrabban jelöletlenek (pl. leányszív, légáramlat, rügyfakadás, rigófütty), ritkábban jelöltek, pl. bolondokháza.
A románban ezeknek főnév + birtokos esetű főnév típusú szószerkezetek felelnek meg, de vannak egyes ilyen szerkezetekből alkotott metaforaszerű összetett szavak is, például:
- növénynevek: ciuboțica-cucului ’kankalin’ (szó szerint ’a kakukk cipőcskéje’), gura-leului ’oroszlánszáj’, floarea-soarelui ’napraforgó’ (szó szerint ’a nap virága’), ochiul-boului ’kerti őszirózsa’ (szó szerint ’az ökör szeme’);
- helységnevek: Podu Turcului (szó szerint ’a török hídja’), Poiana Mărului ’Almafatelep’ (szó szerint ’az almafa tisztása’).

Egyéb nyelvekben is vannak birtokos esetű vagy eredetileg birtokos esetű főnévi előtaggal összetett szavak, például:
(németül) Tageslicht ’nappali világosság’;
(angolul) children’s literature ’gyermekirodalom’.

##### Jelentéstömörítő összetett szavak
A magyar nyelvészetben ilyeneknek nevezik az olyan összetételeket, amelyek alárendelő viszonyra alapulnak, de nem nyilvánvaló, hogy melyikre. Például a népgyűlés szót le lehetne vezetni a ’népnek a gyűlése’ birtokos jelzős szószerkezetből, de ’a nép számára, részvételével rendezett gyűlés’ határozós szószerkezetből is. Ilyenek gyakran jövevényszavakból vagy magyar és jövevényszóból, esetleg idegen mintára alkotott szavak, pl. kultúrpolitika, munkastop.

##### Mellérendelő összetételek
Valódi mellérendelés
Az ilyen összetételek a mondatban egyenrangú, halmozott mondatrészként egymás mellett álló szavakból jöttek létre.
A magyarban egyesek teljesen egybeforrtak, és csak az utótagjuk toldalékolható, pl. adásvétel, hírnév, perpatvar, rúgkapál.
Mások között lazább a kötődés. Lehetnek rokon, de ellentétes jelentésű szavakból is alkotottak: csurran-cseppen, fel-alá. Egyesek állandósultak (tejben-vajban), de vannak alkalmiak is, pl. családi-társadalmi, apa-fiú (viszony). Főleg az igékből állók mindkét tagja toldalékolható, pl. sír-rí – sírnak-rínak.
Egyes nyelvekben a mellérendeléses összetételek laza volta abban nyilvánul meg, hogy szórendjük jelentésváltozás nélkül megváltoztatható, például:
(franciául) bracelet-montre (szó szerint ’karkötő-óra’) vagy montre-bracelet ’karóra’;
(angolul) owner-operator (szó szerint ’tulajdonos-üzemeltető’) vagy operator-owner ’üzemeltető tulajdonos’.
Rendszerint kapcsolatos mellérendelésről van szó, de előfordul ellentétes is, pl. (BHMSZ) manje-više ’többé-kevésbé’.
A mellérendelés csaknem mindig egyszerű, de bizonyos nyelvekben előfordul kötőszós is:
(franciául) vingt-et-un ’huszonegy’, trente-et-un ’harmincegy’ stb.;
(románul) treizeci și cinci ’harmincöt’, optzeci și doi ’nyolcvankettő’ stb.
Az angolban ilyen a sweet-and-sour ’édes-savanyú’ melléknév.
Több szófajhoz tartoznak mellérendeléses összetett szavak.
Főnevekből összetett főnevek (köz- és tulajdonnevek):
(magyarul) rabszolga, testvér;
(franciául) wagon-restaurant ’étkezőkocsi’ (szó szerint ’vasúti kocsi-étterem’), l’Alsace-Lorraine ’Elzász-Lotaringia’;
(románul) locotenent-colonel ’alezredes’ (szó szerint ’hadnagy-ezredes’), Sângeorz-Băi ’Oláhszentgyörgy’ (szó szerint ’Szentgyörgy-Fürdő’);
(kínaiul) fù-mǔ ’szülők’ (szó szerint ’apa-anya’);
(tok piszin nyelven) papamama ’szülők’.
A magyar nyelvészetben mozaikszó-fajtának tekintett, teljes főnevekből alkotott cégneveket szóösszetételeknek is lehet nevezni. Példák:
(magyarul) Budataxi, Zalavolán;
(BHMSZ) Adriafilm, Naftaplin (< nafta ’kőolaj’ + plin ’gáz’).
Igenevekből és igékből összetett főnevek is vannak:
(magyarul) jöttment;
(franciául) chausse-trap(p)e ’csapda’ < ’lép-ugrik’ (elavult jelentések).
A mellérendeléssel összetett melléknevek nyelvtől függően kötőhangzóval vagy anélkül keletkeznek:
- A magyarban kötőhangzó nélküliek: piros-fehér-zöld,[4] hegyes-völgyes.[3]
- A BHMSZ-ben mind kötőhangzósak: gluhonijem ’süketnéma’, društveno-politički ’társadalmi-politikai’, crveno-bijelo-modar ’piros-fehér-kék’.[34]

Egyéb nyelvekben vannak mindkétféle szerkezetű melléknevek:
(franciául) sourd-muet ’süketnéma’, franco-russe ’francia-orosz’;
(románul) democrat-revoluționar ’demokrata-forradalmár’, româno-francez ’román-francia’;
Összetett ige több is van a magyarban, miközben a többi itt említett nyelvben nagyon ritka:
(magyarul) üti-veri, süt-főz, fúr-farag;
(franciául) virevolter ’perdülni-fordulni’.
Összetett határozószók is vannak, ellentétes jelentésű határozószókból:
(magyarul) fel-alá, ki-be, erre-arra stb.;
(románul) ici-colo ’itt-ott’;
(BHMSZ) manje-više ’többé-kevésbé’.
Szóismétlés
A szóismétlés is szóösszetétel, és ekkor kettőztetésnek nevezik a magyar nyelvészetben, ha az új szónak más jelentése van, mint az egyedül használt szónak. Példák:
(magyarul) egy-egy, ki-ki, már-már;
(latinul) jamjam ’pont most’, quisquis ’akárki’;
(angolul) goody-goody (fesztelen) ’stréber’ (szó szerint ’jócska-jócska’);
(franciául) cache-cache ’bújócska’ (szó szerint ’eldug-eldug’);
(románul) mai-mai ’már-már’.
(BHMSZ) gdegde ’itt-ott’ (szó szerint ’hol-hol’).
Egyes összetételek hangutánzó szavak kettőztetésével keletkeznek, a fesztelen regiszterben:
(franciául) bla-bla ’halandzsa, mellébeszélés’ > (magyarul) blabla;
(angolul) blah-blah ugyanaz, anélkül, hogy jövevényszó lenne.
Tőismétlés
Ez a szóalkotási mód a figura etymologica egyik fajtája. Példák:
akarva-akaratlan;
fogyton-fogy;
hetedhét;
holtomiglan-holtodiglan;
körkörös;
körös-körül;
mentek-mendegéltek;
nőttön-nő;
régestelen-régen;
telis-tele.
Ikerítés
Ezt a szóalkotási módot csak egyes magyar nyelvészek tartják szóösszetételnek, mások szerint külön szóalkotási mód.
Az ikerítéssel alkotott szavakat több szempontból lehet csoportosítani.
Az egyik csoportosítás aszerint van, hogy az összetevők egyedül is használt szavak-e vagy nem.
Az első kategóriába ún. indukciós ikerítéssel összetett szavak tartoznak. Ezek egyik eleme létező, az ikerítést indukáló szó, a másik pedig az előbbi apró módosításával kreált, ikerítménynek nevezett, szóként nem létező entitás. Az indukáló szó lehet az első vagy a második:
(magyarul) csiga → csigabiga, mozog → izeg-mozog;
(angolul) easy ’könnyű’ → easy-peasy ’nagyon könnyű’ (fesztelen);
(románul) harcea-parcea, az a face harcea-parcea ’darabokra vágni vmit/vkit’ szókapcsolatban, a török parça-parça ’darabonként’ részleges módosítása, amelyben a második elem indukálta az elsőt.
A második csoport az ún. párhuzamos ikerítéssel alkotott szavaké. Ezekben egyik összetevő sem egyedül létező szó, hanem csak együtt van jelentésük:
(magyarul) tutyimutyi;
(angolul) boogie-woogie ’bugi-vugi’;
(franciául) prêchi-prêcha (fesztelen) ’lelki fröccs’;
(románul) talmeș-balmeș (fesztelen) ’zagyvaság’.
Egy másik csoportosítás aszerint létezik, hogy milyen természetű hangkülönbség van az összetevők között:
- megváltozott magánhangzó(k) a szó belsejében:[52][53]

(magyarul) giz-gaz, hipp-hopp, zireg-zörög, dirmeg-dörmög;
(franciául) zigzag ’cikcakk’;
(németül) Zickzack > (magyarul) ’cikcakk’;
(angolul) tiptop > (németül) tipptopp > (magyarul) ’tip-top’;
- megváltozott mássalhangzó a szó elején vagy mássalhangzó hozzáadása a szó elejére:[52][57]

(magyarul) locspocs, ákombákom, tarkabarka;
(románul) terchea-berchea ’semmirekellő ember’ < (magyarul) tarkabarka;
(angolul) razzle-dazzle (fesztelen) ’figyelemkeltésre szánt élénk tevékenység’;
(szerbül) kad-tad (szó szerint ’mikor-akkor’) ’valamikor, előbb-utóbb, végül’.
Egy harmadik kategória létező, hangzásukban nagyon kicsit különböző szavakból álló, és együtt az összetevőiktől más jelentésű szavakat foglal magában. A magyar nyelvészetben ezeket egyes szerzők álikerszóknak nevezik. Példák:
(magyarul) ámul-bámul;
(angolul) lovey-dovey (fesztelen) (szó szerint ’szerelmecske-galambocska’);
(románul) calea-valea (szó szerint ’az út-a völgy’), a ce mai calea-valea ’mit szaporítsuk a szót, szószaporítás nélkül’ szókapcsolatban;
(szerbül) kako-tako (szó szerint ’hogy-úgy’) ’úgy-ahogy’.

### Átmenet szerves és szervetlen összetételek között
A magyar nyelvészetben névutó és névutómelléknév részvételével létrejött összetételeket tekintenek átmenetieknek, pl. ezáltal, ezentúl, tegnapelőtt, holnapután, Dunántúl, munkanélküli.
Ilyenek megfelelői egyéb nyelvekben elöljárókkal összetett határozószók:
(franciául) avant-hier ’tegnapelőtt’, après-demain ’holnapután’, entre-temps ’időközben’, sur-le-champ ’azonnal’ (szó szerint ’a szántóföldön’);
(románul) poimâine ’holnapután’ < poi- (elavult, a latin post ’után’ elöljáróból) + mâine ’holnap’ (< latin mane ’reggel’);
(angolul) today ’ma’ (< to ’felé’ + day ’nap’), tonight ’ma este/éjjel’ (< to + night), tomorrow ’holnap’;
(BHMSZ) zatim ’azután’, zauvjek ’mindörökre’.

### Szervetlen összetételek
Elsősorban viszonyszók az ilyenek: kötőszók, módosítószók, elöljárószók, determinánsok, valamint névmások, amelyeket egyes nyelvészek a viszonyszók közé sorolnak.
A magyar nyelvben ilyenek az alábbiak:
- névmások: mindenki, valamennyi;[66]
- kötőszók: azután, hanem, jóllehet;[67]
- módosítószók: aligha, csakhogy, korántsem.[68]

A francia nyelvben is vannak ilyen szavak:
- névmások: quelqu’un ’valaki’ (< quelque ’némi’ + un ’egy’),[69] chacun ’mindegyik’ (szó szerint ’minden’ + ’egy’);[70]
- kötőszók: lorsque ’amikor’ (< lors ’akkor’ + que ’hogy’), puisque ’mivelhogy’ (< puis ’majd’ + que);[8]
- elöljárók: hormis ’kivéve’ (szó szerint ’kitett’), malgré ’ellenére’ (< mal ’rosszul’ + gré ’akarat’), parmi ’között’ (< par ’keresztül’ + mi ’közép’).[8]

A román nyelvben is tartoznak ilyen szófajokhoz összetett szavak:
- névmások: celălalt ’a másik’, fiecare ’mindegyik’, oricare ’bármelyik’;[9]
- kötőszók: așadar ’tehát’ (< așa ’így’ + dar ’de’), fiindcă ’mert’ (fiind ’lévén’ + că ’hogy’);[71]
- elöljárók: despre ’-ról/ről’, de către ’által’, de la ’-tól/től’.[72]

A BHMSZ-ben is találhatók összetett:
- névmások: ikakav ’valamilyen’, ničiji ’senki vkije/vmije’, nečiji ’valaki vkije/vmije’, svako ’mindegyik’;[13]
- módosítószók: možda ’talán’ (< može ’tud, bír’ + da ’hogy’), uglavnom ’főleg’ (szó szerint ’a fő(dolog)ban’), nažalost ’sajnos’ (szó szerint ’szomorúságra’);[73]
- elöljárók: navrh ’tetején’, umesto ’helyett’.[13]

Ugyancsak szervetleneknek számítanak a mondatokból keletkezett összetett szavak:
(magyarul) fogdmeg, keljfeljancsi, nefelejcs;
(franciául) sauve-qui-peut ’menekülés’ (szó szerint ’menekül-aki-tud’), marie-couche-toi-là ’könnyű vérű nő’ (szó szerint „Mari-feküdj-ide”);
(románul) du-te-vino ’sürgés-forgás’ (szó szerint ’menj-jöjj’), lasă-mă-să-te-las ’tutyimutyi’ (szó szerint ’hagyj-hogy-hagyjalak’), vino-ncoace ’nemi vonzerő’ (szó szerint ’gyere-ide’);
(angolul) forget-me-not ’nefelejcs’;
(BHMSZ) bogzna ’isten tudja’, dabogda ’adja az isten’ (szó szerint „hogy isten adja”).

## Az összetett szavak lexikalizálódása
A nyelv egyik adott állapotában létező összetett szavak nem egyformán összeforrottak, tehát nem azonos a lexikalizálódási fokuk. Lexikalizálódáson itt az értendő, hogy szócsoport lexikai egységgé válik, azaz jelentése különböző a külön-külön vett tagjai jelentésétől.
Teljesen lexikalizálódottak elsősorban azok a szavak, amelyek összetevőit már nem lehet azonosítani, mivel részben vagy teljesen megváltozott az alakjuk az eredeti szavakétól. Ezeket a beszélők nem érzik összetett szavaknak. Ilyenek például:
(franciául) voici ’íme’ (< vois ’láss’ + ci ’itt’), parmi ’között’ (< par ’keresztül’ + mi ’közép’);
(románul) din ’-ból/-ből’ (< de + în), deci ’tehát’ (< de + aci ’itt’);
(BHMSZ) dovde ’ide, idáig’ (< do ’-ig’ + ovde ’itt’), odavde ’innen’ (< od ’-tól/-től’ + ovde).
Ugyancsak lexikalizálódottak azok az összetételek, amelyek tagjai felismerhetők, de jelentésük teljesen megváltozott, azaz már motiválatlanok, és esetleg kiejtésük is megváltozott, példának okáért az angol cupboard [ˈkʌbəd] ’szekrény’, amely a cup [kʌp] ’kupa’ + board [bɔːd] ’deszka’ szavak összetétele.
A magyar nyelvészetben Kiefer 2006 azokat a szavakat tekinti lexikalizálódottaknak, amelyek összetételi módja már nem termékeny, például az ige + főnév szerkezetűek: (lakbér) vagy a határozószókból alkotottak: idehaza.
Egyes nyelvek esetében az összetételek lexikalizálódási fokát abból is meg lehet állapítani, hogy hogyan hangsúlyozzák őket. Például a magyarban a két szóból összetett szavakban csak az első tagon van hangsúly. Az angolban egy olyan szószerkezetben, mint black bird ’fekete madár’, mindkét szó hangsúlyos, de a blackbird [ˈblækbɜːd] ’rigó’ összetett szóban csak az első tagra esik hangsúly. A BHMSZ nyelvészetben megkülönböztetnek összetett szavakat és fél-összetett szavakat. Az utóbbiak esetében mindkét tag hangsúlyos, mivel kevésbé lexikalizálódtak, mint az előbbiek, pl. ribolov [ˈribolov] ’halászat’ (< riba ’hal’ + -o- + loviti ’vadászni’ töve) vs. spomen-ploča [ˈspomen-ˈplot͡ʃa] ’emléktábla’.
Egy másik ismérve a lexikalizálódási foknak az a mód, ahogyan a szó a grammatikai rendszerbe illeszkedik. Általában magasabb ez a fok azon szavak esetében, amelyeknek csak az utolsó tagja toldalékolható, például:
(magyarul) vaspor – vasporral vs. tesz-vesz – tesznek-vesznek;
(románul) bunăvoință ’jóakarat’ – birtokos esetben bunăvoinței vs. rea-credință ’rosszhiszeműség’ – ugyanabban az esetben relei-credințe.
A helyesírás is tükrözi a lexikalizálódási fokot, bár nem rendszeresen, és nyelvtől függően különbözőképpen.
A magyarban és a BHMSZ-ben minden összetett szó vagy egybe-, vagy kötőjellel írott:
(magyarul) világosszürke, adás-vétel;
(BHMSZ) dobrodošao ’szívesen látott’, manje-više ’többé-kevésbé’.
A franciában, az angolban és a románban háromféle írásuk van az összetett szavaknak:
(franciául) bienveillant ’jóindulatú’, bien-aimé(e) ’szeretett’, bleu foncé ’sötétkék’;
(angolul) today ’ma’, pain-in-the-neck ’istencsapása’, children’s literature ’gyermekirodalom’;
(románul) botgros ’meggyvágó’, piatră-vânătă ’rézgálic’, roșu închis ’sötétpiros’.
A magyar nyelvészetben alkalmi összetételeket is számba vesznek, amelyek egyáltalán nem lexikalizálódottak. Például a női cipő olyan szószerkezet, amely tagjai alkalmi összetett szóé lesznek, ha legalább még egy szó járul hozzá: nőicipő-vásár.
A német olyan nyelv, amelyben elméletileg akárhány szóból lehet alkalmi összetett szót alkotni. Extrém példa a Rindfleischetikettierungsüberwachungsaufgabenübertragungsgesetz ’A marhahús címkézésének felügyeletére vonatkozó kötelezettségek átruházásáról szóló törvény’.

## Összetett szavak és kölcsönzés
Amint a szavak általában, az összetettek is kölcsönzés tárgyát képezik nyelvek között. Esetükben több módja van a kölcsönzésnek.
Egyes összetett szavak átvételekor esetleg csak a kiejtésüket és/vagy írásmódjukat alkalmazzák az átvevő nyelvre. Példák:
(magyarul) szoftver < (angolul) software;
(franciául) football ’labdarúgás’ < (angolul) football;
(angolul) savoir faire ’hozzáértés’ < (franciául) savoir-faire (szó szerint ’csinálni tudni’);
(románul) mass-media ’tömegmédia’ < (angolul) mass media;
(BHMSZ) hardver (angolul) hardware.
Más szavakat az adott nyelv keretén belül tesznek össze egy hazai és egy jövevényszóból vagy félszóból:
(magyarul) csúcstechnológia;
(franciául) minijupe ’miniszoknya’< (latinul) minimus ’legkisebb’ + jupe ’szoknya’;
(angolul) passageway ’folyosó, átjáró’ < (franciául) passage ’átjárás’ + way ’út’;
(BHMSZ) vodoinstalater ’vízvezeték-szerelő’ < voda ’víz’ + instalater (< instalirati ’szerelni’ < (németül) installieren).
Sok összetett szó tükörfordítás eredménye, azaz lefordítják a szó összetevőit, és esetleg az eredeti összetételi mód mintáját is átveszik, vagy hazai szavakat tesznek össze átvett mintára. Példák:
(magyarul) anyanyelv < (németül) Muttersprache;
(franciául) presqu’île ’félsziget’ < (latinul) paeninsula (szó szerint ’majdnem sziget’);
(angolul) crispbread ’ropogós kenyér’< (németül) Knäckebrot;
(románul) bunăstare ’jólét’ < (németül) Wohlstand;
(kínaiul) lán-méi < (angolul) blueberry ’áfonya’ (szó szerint ’kék bogyó’);
(BHMSZ) zemljopis ’földrajz’< (görögül) geographía.
A tükörfordítások is lehetnek részlegesek:
(magyarul) agrárkérdés < (németül) Agrarfrage;
(franciául) Nord-Vietnam ’Észak-Vietnám’ < (angolul) North Vietnam;
(angolul) liverwurst ’májas hurka’ < (németül) Leberwurst;
(románul) minifustă ’miniszoknya’ < (franciául) minijupe;
(BHMSZ) knjigobus ’mozgókönyvtár’ < (franciául) bibliobus.